# Tom Astle
Tom J. Astle est un scénariste et producteur américain né le 8 avril 1960 à Sherman Oaks (Californie).

## Filmographie
Comme scénariste
- 1997 : Over the Top (série télévisée)
- 1998 : Un frère sur les bras ("Brother's Keeper") (série télévisée)
- 2006 : Playboy à saisir (Failure to Launch)
- 2013 : Epic : La Bataille du royaume secret

Comme producteur
- 1989 : Coach (série télévisée)